# Plaza de toros de Jerez de la Frontera
La plaza de toros de Jerez de la Frontera es un edificio situado en el municipio español de Jerez de la Frontera, en la provincia de Cádiz. Levantada originalmente en la primera mitad del siglo XIX, es una de las plazas más antiguas y señeras de Andalucía. El edificio actual es obra del arquitecto Francisco Hernández-Rubio. Actualmente cuenta con capacidad para 9.500 espectadores.

## Origen
La plaza de toros de Jerez es una construcción del año 1839. Antes de que se construyera esta plaza, las corridas se hacían en la Plaza de las Angustias, habilitada para las corridas.
El 7 de junio de 1840 se inaugura la primera plaza de toros. Esta primera construcción era de madera con forma de polígono de 16 lados, de dos plantas y capacidad para 11.000 espectadores.
El 24 de junio de 1860 un incendio devastó la plaza de toros y tras un largo periodo de reconstrucción a manos del arquitecto municipal José Estévez y López, volvió a aparecer reedificada en 1872.
El 16 de junio de 1891 padece un nuevo incendio, más leve que el anterior. Se cierra y se vuelve a inaugurar, siendo alcalde de la ciudad Toribio Revilla San Millán, esta vez con la forma de la actual plaza de toros en 1894, estando los toreros Guerrita y Bonarillo en cartel y lidiando toros del Marqués de Villamarta. Esta última remodelación permite construir una plaza de toros más consistente, aprovechando las estructuras de la plaza anterior, pero dotándole de nuevas funcionalidades.

## Estilo

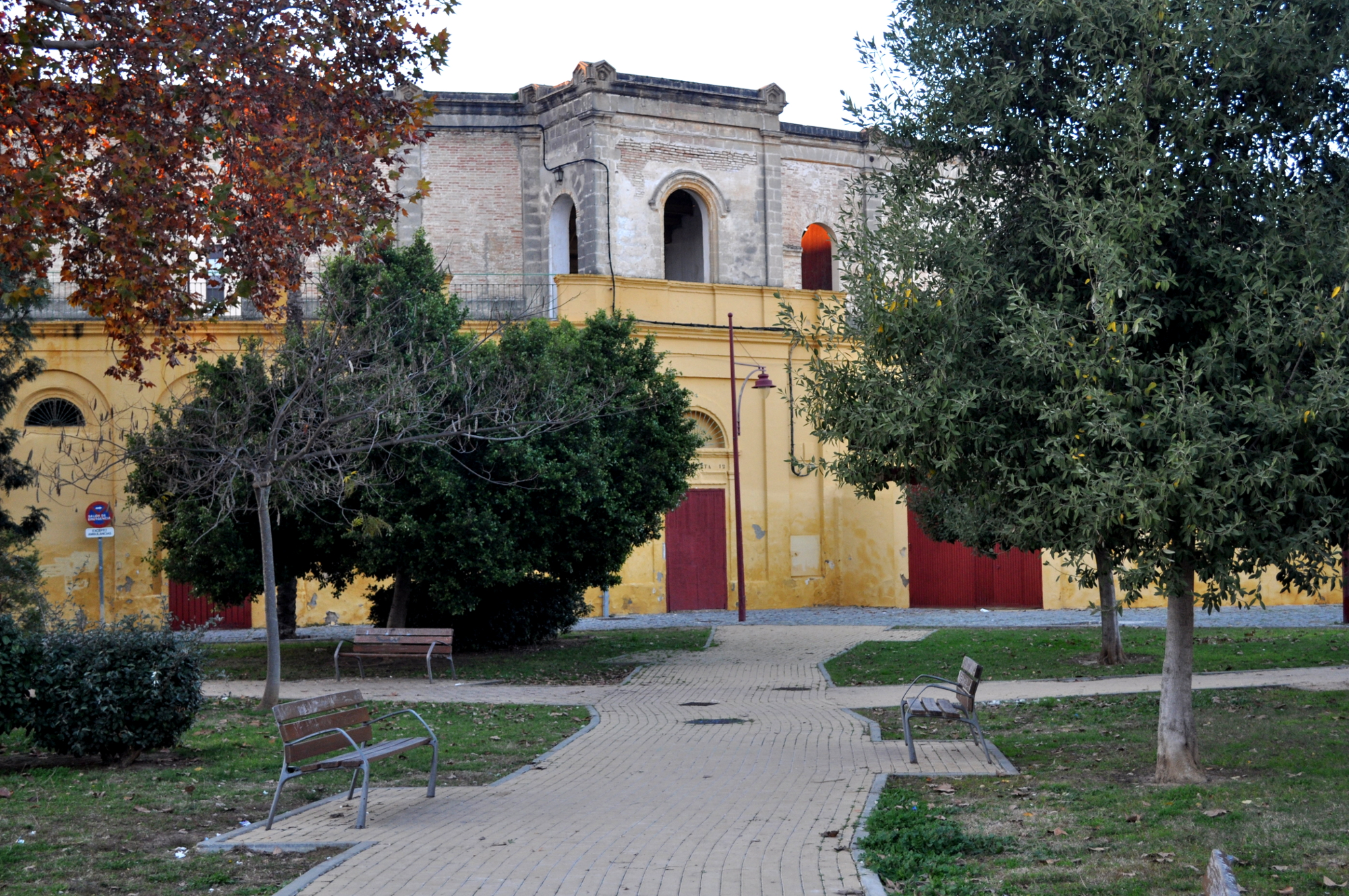
Plaza de Toros, patio trasero

La plaza de toros de Jerez mantiene un estilo ecléctico con rasgos regionales, un toque de arquitectura clásico en este tipo de construcciones. Los azulejos adosados a la fachada de la Plaza de Toros retratan toros del Concurso de Ganaderías, celebrado en septiembre desde 1955 y en la Feria del Caballo desde 1983.

## Características

### Rejoneo
Las corridas de rejoneo, nacieron en la plaza de toros de Jerez de la Frontera el 5 de mayo de 1967.

### Toreros
También comenzaron su carrera toreros de renombre como Joselito el Gallo, con tan solo 13 años de edad etc.

## Homenajes
En el interior del coso hay una placa homenaje a una actuación de Rafael de Paula, otra recordando la alternativa de Luis Parra Jerezano, una tercera referida al historial de José Luis Galloso y una dedicada a Álvaro Dmecq. En el exterior hay varios azulejos que homenajean a toros indultados.

## Actualidad
Actualmente, la plaza de toros acoge corridas de toros durante la Feria del Caballo y otro tipo de celebraciones el resto del año, tales como conciertos, festivales, etc. Destaca la Fiesta de la Bulería (enlace roto disponible en Internet Archive; véase el historial, la primera versión y la última). en el mes de septiembre.
La última remodelación de la plaza de toros se realizó el último trimestre de 2006. Queda pendiente una posible remodelación más a fondo que aproveche espacios para garajes o una galería comercial